# Алагоас
Алаго́ас (порт. Alagoas) — штат Бразилії, розташований у Північно-східному регіоні. Площа штату становить 27 тис. км² (25-тий), а населення — 3,1 млн. (19-тий). Межує із штатами Сержипі, Пернамбуку і Баїя, омивається Атлантичним океаном. Південний кордон штату створюються річкою Сан-Франсиску. Столиця та найбільше місто штату — Масейо. Назва штату походить від слова «лагуни» — на честь довгих лагун, що проникають глибоко на територію штату (до 15 км) біля його столиці. Скорочена назва штату «AL».